# Trachycardium isocardia
Trachycardium isocardia is een tweekleppigensoort uit de familie van de Cardiidae. De wetenschappelijke naam van de soort werd in 1758 voor het eerst geldig gepubliceerd door Carl Linnaeus.